# Colaptes campestroides
El carpintero campestre, carpintero de campo o carpintero de las pampas (Colaptes campestroides) es una especies (o subespecie) de ave que integra el género Colaptes. Este carpintero habita la zona central y oriental del Cono Sur de Sudamérica. 

## Características
Sus patas son grandes, lo que es una adaptación para trasladarse por el piso. El pico es fuerte, terminado en punta y de color negro.  
El patrón cromático dorsal de su plumaje es dominante pardo, más o menos oscuro o rojizo, jaspeado de blanco; en lo ventral es blancuzco salpicado de máculas negras, que tienden a formar bandas perpendiculares. En la corona muestra una boina de color negro neto, delimitada en la mitad anterior por un sector blanco-amarillento que desde la base del pico cruza los ojos y pasa a ser ancha banda amarillo vivo, la que alcanza a todo el cuello dorsal y de allí baja hasta el pecho. Las plumas de las remeras primarias muestran el raquis amarillo el cual contrasta con los vexilos oscuros. El color del plumaje de la garganta es el carácter diagnóstico para diferenciar fácilmente a este taxón de su taxón hermano, siendo en este blanco mientras que en C. campestris es negro.
Los machos se diferencian por tener una mancha malar de color rojo que pasa a negro en su sector posterior, mientras que en las hembras es negruzca.

## Distribución y hábitat

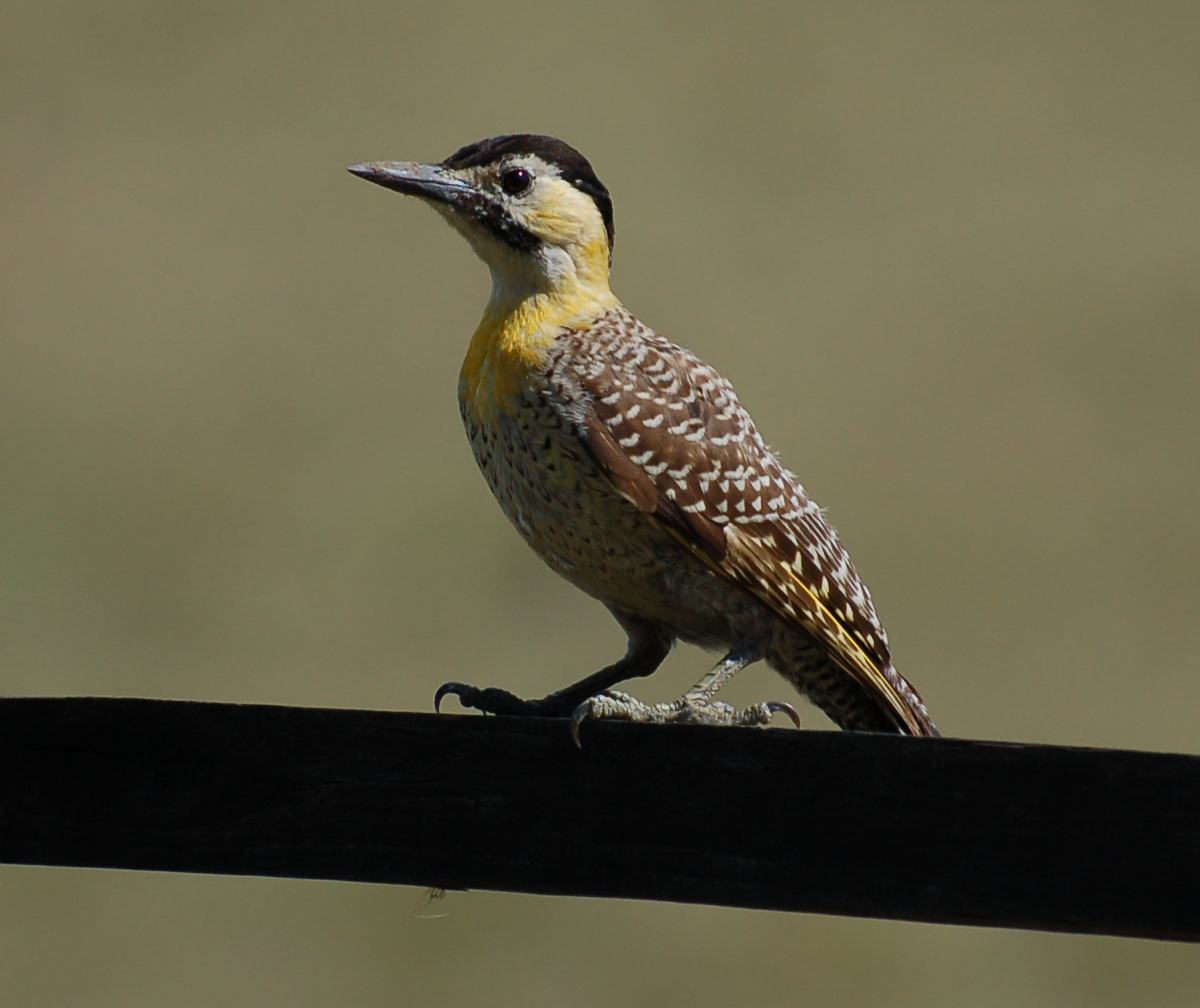
Carpintero campestre (Colaptes campestroides) en el Uruguay.

Este taxón habita en el centro y centro-sur de América del Sur, desde el sur del Paraguay y todo el estado de Río Grande del Sur en el Brasil hasta el Uruguay y todo el nordeste y centro-este de la Argentina, llegando por el sur hasta el este de Río Negro, en la Patagonia argentina.

## Costumbres
Se alimenta mayormente en el suelo, y poco sobre los troncos de los árboles, aunque si se encuentran en su territorio los emplea para descansar, pasar la noche, o buscar seguridad ante el peligro. También para construir su nido, que ellos mismos perforan con ese fin. Si los árboles están ausentes o son de tamaño pequeño, lo construye en barrancas. Sus huevos son de color blanco, y los pichones nacen pelados y ciegos.

## Taxonomía
Este taxón fue descrito originalmente en el año 1849 por el magistrado y zoólogo naturalista amateur francés Alfred Malherbe. Durante décadas fue tratado como formando una especie propia, hasta que en la década de 1970, análisis de un amplio lote de pieles postuló que en realidad debía tratársela como una subespecie de la especie C. campestris, en razón de que en una franja en el Paraguay en donde ambas formas contactaban constituía una amplia región geográfica donde ellas integradan, al observar que en esa zona el porcentaje de blanco sobre el negro en la garganta aumentaba o disminuía con la latitud. En el año 2014 fue rehabilitado como buena especie, bajo un concepto más amplio que el de la especie biológica, tal como es el de especie filogenética.

## Hábitats y estado de conservación
En la Lista Roja elaborada por la Unión Internacional para la Conservación de la Naturaleza (UICN) este taxón es categorizado como “bajo preocupación menor”.
Se lo puede encontrar en bosque abiertos aunque también está adaptado para vivir en parques urbanos. Se ha adaptado muy bien a la transformación de sus hábitats efectuada por el desarrollo humano, beneficiándose con la deforestación que le permite ocupar expandirse sobre áreas donde no se distribuía, siendo común en espacios rurales. El pasto corto producto de la alimentación del ganado le facilita sus traslados por tierra, y la forestación de sombra y ornamental le provee de refugio y sitios para nidificar.